# Liang Chenyu
Liang Chenyu (cinese: 梁辰魚, pinyin: Liáng Chényú) (Kunshan, 1519 – 1593) è stato un drammaturgo cinese, della dinastia Ming.
Amico e collaboratore di Wei Liangfu, l'innovatore dell'opera Kūnqǔ, Liang Chenyu contribuì molto all'affermazione del genere. Scrisse la prima opera del genere riformato, Lavando il velo di seta (浣沙記, Huànshājì).

## Opere

### Lavando il velo di seta
Huànshājì è un dramma in 45 scene. La trama è complessa e i personaggi principali sono una dozzina. La storia è ambientata nel VI secolo a.C., al tempo della guerra fra Wu e Yue. Fan Li, ministro Yue, decide di servirsi della bellezza di Xi Shi, che ha incontrato mentre questa lavava dei veli di seta, per portare alla rovina il re Wu. Il piano riesce e i due, alla fine del dramma, lasciano lo stato Yue per ritirarsi a vivere insieme.